# From the Dregs
From the Dregs è un cortometraggio muto del 1915 diretto da Lionel Belmore.

## Produzione
Il film fu prodotto dalla Vitagraph Company of America.

## Distribuzione
Distribuito dalla General Film Company, il film - un cortometraggio in due bobine - uscì nelle sale cinematografiche USA il 24 agosto 1915.